# Elecciones municipales de Maynas de 2002
Las elecciones municipales de Maynas de 2002 se llevaron a cabo el 17 de noviembre de 2002 para elegir al alcalde y al Concejo Provincial de Maynas para el periodo 2003-2006. La elección se celebró simultáneamente con elecciones regionales y municipales (provinciales y distritales) en todo el Perú.

## Sistema electoral
La Municipalidad Provincial de Maynas es el órgano administrativo y de gobierno de la provincia de Maynas. Está compuesta por el alcalde y el Concejo Provincial.
La votación del alcalde y el concejo se realiza en base al sufragio universal, que comprende a todos los ciudadanos nacionales mayores de dieciocho años, empadronados y residentes en la provincia de Maynas y en pleno goce de sus derechos políticos, así como a los ciudadanos no nacionales residentes y empadronados en la provincia de Maynas.
El Concejo Provincial de Maynas está compuesto por 15 regidores elegidos por sufragio directo para un período de cuatro (4) años, en forma conjunta con la elección del alcalde (quien lo preside). La votación es por lista cerrada y bloqueada. Se asigna a la lista ganadora los escaños según el método d'Hondt o la mitad más uno, lo que más le favorezca.

## Composición del Concejo Provincial de Maynas
La siguiente tabla muestra la composición del Concejo Provincial de Maynas antes de las elecciones.
| Partidos | Partidos                            | Regidores |
| -------- | ----------------------------------- | --------- |
|          | Lista Independiente Fuerza Loretana | 8         |
|          | Movimiento Indepediente Somos Perú  | 5         |

## Partidos y candidatos
A continuación se muestra una lista de los principales partidos y alianzas electorales que participaron en las elecciones:
| Candidatura | Candidatura   | Partidos y alianzas | Candidatos | Candidatos               | Ideología                                               | Resultado previo | Resultado previo | Ref. |
| Candidatura | Candidatura   | Partidos y alianzas | Candidatos | Candidatos               | Ideología                                               | Votos (%)        | Reg.             | Ref. |
| ----------- | ------------- | --- | ---------- | ------------------------ | ------------------------------------------------------- | ---------------- | ---------------- | ---- |
|             | SP            | Lista - Somos Perú (SP) |            | Mario Peña Angulo        | Democracia cristiana Conservadurismo social             | 9.64%            | 1                |      |
|             | UPP           | Lista - Agrupación Independiente Unión por el Perú - Frente Amplio (UPP)                                                                    |            | Juan Vargas Fancho       | Liberalismo Progresismo Socialdemocracia                | 4.50%            | 0                |      |
|             | APRA          | Lista - Partido Aprista Peruano (APRA) |            | Juan del Águila Cárdenas | Aprismo                                                 | Nuevo            | Nuevo            |      |
|             | UN            | Lista - Unidad Nacional (UN) – Partido Popular Cristiano (PPC) – Solidaridad Nacional (SN) – Renovación Nacional (RN) – Cambio Radical (CR) |            | Rocío Goncalvez Pereira  | Democracia cristiana Conservadurismo Neoliberalismo     | Nuevo            | Nuevo            |      |
|             | MNI           | Lista - Movimiento Nueva Izquierda (MNI) |            | Néstor Pizango Paima     | Marxismo-leninismo Mariateguismo Socialismo democrático | Nuevo            | Nuevo            |      |
|             | Arriba Loreto | Lista - Movimiento Independiente Ecológico Arriba Loreto (Arriba Loreto)                                                                    |            | Julia Pinedo Parano      | Regionalismo loretano                                   | Nuevo            | Nuevo            |      |
|             | FL            | Lista - Movimiento Independiente Fuerza Loretana (FL)                                                                                       |            | Norman Lewis del Alcázar | Regionalismo loretano                                   | Nuevo            | Nuevo            |      |
|             | NA            | Lista - Movimiento Independiente Nueva Amazonía (NA)                                                                                        |            | Ricardo Chávez Sibina    | Regionalismo loretano                                   | Nuevo            | Nuevo            |      |
|             | UNIPOL        | Lista - UNIPOL (UNIPOL) |            | Salomón Abensur Díaz     | Regionalismo loretano                                   | Nuevo            | Nuevo            |      |

## Resultados

### Sumario general
| |                                                                   |              |              |              |           |           |  |  |
| Partidos y coaliciones | Partidos y coaliciones                                            | Voto popular | Voto popular | Voto popular | Regidores | Regidores |  |  |
| Partidos y coaliciones | Partidos y coaliciones                                            | Votos        | %            | ±pp          | Total     | +/−       |  |  |
| | Partido Aprista Peruano (APRA)                                    | 47,075       | 28.38        | n/a          | 9         | +9        |  |  |
| | Movimiento Independiente Fuerza Loretana (FL)                     | 38,351       | 23.12        | Nuevo        | 3         | +3        |  |  |
| | UNIPOL (UNIPOL)                                                   | 34,429       | 20.76        | Nuevo        | 2         | +2        |  |  |
| | Movimiento Independiente Ecológico Arriba Loreto (Arriba Loreto)  | 18,465       | 11.13        | Nuevo        | 1         | +1        |  |  |
| | Movimiento Independiente Nueva Amazonía (NA)                      | 11,062       | 6.67         | Nuevo        | 0         | ±0        |  |  |
| | Somos Perú (SP)1                                                  | 9,598        | 5.79         | –33.14       | 0         | –5        |  |  |
| | Unidad Nacional (UN)                                              | 2,851        | 1.72         | Nuevo        | 0         | ±0        |  |  |
| | Agrupación Independiente Unión por el Perú - Frente Amplio (UPP)2 | 2,370        | 1.43         | +1.10        | 0         | ±0        |  |  |
| | Movimiento Nueva Izquierda (MNI)                                  | 1,650        | 0.99         | Nuevo        | 0         | ±0        |  |  |
| |                                                                   |              |              |              |           |           |  |  |
| Total | Total                                                             | 165,851      |              |              | 15        | +2        |  |  |
| |                                                                   |              |              |              |           |           |  |  |
| Votos válidos | Votos válidos                                                     | 165,851      | 86.03        | –8.23        |           |           |  |  |
| Votos en blanco | Votos en blanco                                                   | 17,755       | 9.21         | +7.03        |           |           |  |  |
| Votos nulos | Votos nulos                                                       | 9,183        | 4.76         | +1.20        |           |           |  |  |
| Votos emitidos | Votos emitidos                                                    | 192,789      | 81.05        | +5.43        |           |           |  |  |
| Abstenciones | Abstenciones                                                      | 45,069       | 18.95        | –5.43        |           |           |  |  |
| Votantes registrados | Votantes registrados                                              | 237,858      |              |              |           |           |  |  |
| |                                                                   |              |              |              |           |           |  |  |
| Fuente: |                                                                   |              |              |              |           |           |  |  |
| Notas al pie: 1 Comparado con los resultados de Movimiento Independiente Somos Perú (SP) en las elecciones de 1998. 2 Comparado con los resultados de Unión por el Perú (UPP) en las elecciones de 1998. |                                                                   |              |              |              |           |           |  |  |
| Notas al pie: |                                                                   |              |              |              |           |           |  |  |
| 1 Comparado con los resultados de Movimiento Independiente Somos Perú (SP) en las elecciones de 1998. 2 Comparado con los resultados de Unión por el Perú (UPP) en las elecciones de 1998.               |                                                                   |              |              |              |           |           |  |  |

## Elecciones municipales distritales

### Resultados por distrito
La siguiente tabla enumera el control de los distritos de la provincia de Maynas. El cambio de mando de una organización política se resalta del color de ese partido.
| Distrito          | Alcalde(sa) titular                                          | Partido político                                             | Partido político                                             | Alcalde(sa) electo(a)    | Partido político | Partido político   |
| ----------------- | ------------------------------------------------------------ | ------------------------------------------------------------ | ------------------------------------------------------------ | ------------------------ | ---------------- | ------------------ |
| Alto Nanay        | Yolanda Ferreyra de Valencia                                 |                                                              | Somos Perú                                                   | Juan Gaviria Piña        |                  | Somos Perú         |
| Belén             | Creación del distrito (Ley N° 27195, 5 de noviembre de 1999) | Creación del distrito (Ley N° 27195, 5 de noviembre de 1999) | Creación del distrito (Ley N° 27195, 5 de noviembre de 1999) | Carlos Lozano Escudero   |                  | Nueva Amazonía     |
| Fernando Lores    | Gilberto Marín Apagueño                                      |                                                              | Fuerza Loretana                                              | Gilberto Marín Apagueño  |                  | Fuerza Loretana    |
| Indiana           | Luis Tuesta Hidalgo                                          |                                                              | Vamos Vecino                                                 | Elisbán Ochoa Sosa       |                  | UNIPOL             |
| Las Amazonas      | Aldo Paino Inuma                                             |                                                              | Fuerza Loretana                                              | Aldo Paino Inuma         |                  | Fuerza Loretana    |
| Mazán             | Elías Andrade Naro                                           |                                                              | Somos Perú                                                   | Víctor Lozano Calampa    |                  | UNIPOL             |
| Napo              | Jaime Carranza Macedo                                        |                                                              | Somos Perú                                                   | Alfonso Guevara Chota    |                  | Perú Posible       |
| Punchana          | Charles Zevallos Eyzaguirre                                  |                                                              | Somos Perú                                                   | Raúl Chuquipiondo Aching |                  | UNIPOL             |
| Putumayo          | Pablo Cumari Ashanga                                         |                                                              | Vamos Vecino                                                 | Víctor Reátegui Paredes  |                  | Poder del Putumayo |
| San Juan Bautista | Creación del distrito (Ley N° 27195, 5 de noviembre de 1999) | Creación del distrito (Ley N° 27195, 5 de noviembre de 1999) | Creación del distrito (Ley N° 27195, 5 de noviembre de 1999) | Jorge Monasí Franco      |                  | Nueva Amazonía     |
| Torres Causana    | Richard Oraco Noteno                                         |                                                              | Vamos Vecino                                                 | Joaquín Jipa Coquinche   |                  | Somos Perú         |